# Charles Émile de Laplace
Pour les articles homonymes, voir Laplace.
Charles-Émile de Laplace, né Charles-Émile Laplace, baron Laplace, puis comte de Laplace et 2e marquis de Laplace (5 avril 1789 à Paris - 27 octobre 1874 à Paris 2e), est un militaire et homme politique français du XIXe siècle.

## Biographie
Fils de Pierre Simon Laplace (1749-1827) et de Marie Anne Charlotte de Courty de Romange (1769-1862), Charles Émile Laplace entra à l'École polytechnique (X1805), passa ensuite à l'École de Metz, et fit, comme officier d'artillerie, les guerres d'Espagne, de Russie (1812), d'Allemagne (1813) et la campagne de France (1814). Artilleur à cheval, puis officier d'ordonnance de l'Empereur, il le suit jusqu'à l'abdication de Fontainebleau.
Chef d'escadron à la fin de l'Empire, il se rallia aux Bourbons : Louis XVIII « le récupère » et le met au service du duc d'Orléans. Lieutenant-colonel du régiment d'artillerie à pied de la Garde royale et gentilhomme de la chambre du roi, il fut admis, le 19 avril 1827, par droit héréditaire à siéger dans la Chambre des pairs à la place de son père décédé.
Il y parut peu, soutint de ses votes le gouvernement de Charles X, fut nommé colonel hors cadre, et ne s'en montra pas moins empressé à prêter serment, après juillet 1830, à la monarchie de Louis-Philippe Ier.
Chargé d'organiser à Douai le 1er régiment d'artillerie, il reçut, le 11 novembre 1837, le grade de maréchal de camp et fut placé à la tête de l'École de La Fère. « Ses connaissances spéciales furent plus d'une fois utilisées dans des inspections générales ou des missions techniques. »
Promu lieutenant-général le 9 avril 1843, M. de Laplace fut rendu à la vie privée, comme pair de France, par la révolution de Février 1848.
Mais, après le coup d'État de 1851, auquel il avait applaudi, il fut appelé par Napoléon III, le 31 décembre 1852, à faire partie du Sénat impérial, où il ne siégea que rarement, mais, jusqu'en 1870, parmi les zélés partisans du pouvoir. Il était grand-croix de la Légion d'honneur depuis le 7 août 1859.

## État de service
- 19 avril 1827 - février 1848 : Pair de France ;
- 11 novembre 1837 : Maréchal de camp ;
- 23 décembre 1837 - 24 mars 1840 : Commandant de l'École d'artillerie de La Fère ;
- 14 juillet 1839 - 31 décembre 1841 : Inspecteur général du 6e arrondissement  d'artillerie ;
- 24 mars 1840 - 23 avril 1843 : Commandant de l'École d'artillerie de Vincennes ;
- 24 avril 1842 - 1842 : Commandant de l'artillerie du « corps d'opérations sur la Marne » ;
- 9 avril 1843 : « Lieutenant général » puis « général de division » ;
- 23 avril 1843 - 1er janvier 1864 : Membre du Comité d'artillerie ;
- 1843-1845 : Inspecteur général ;
- 7 mai 1846 - 31 décembre 1846 : Inspecteur général du 5e arrondissement d'artillerie ;
- 13 juin 1847 - 31 décembre 1847 : Inspecteur général du 4e arrondissement d'artillerie ;
- 8 juin 1849 - 31 décembre 1849 : Inspecteur général du 3e arrondissement d'artillerie ;
- 13 juin 1850 - 31 décembre 1850 : Inspecteur général du 6e arrondissement d'artillerie ;
- 24 mai 1851 - 31 décembre 1851 : Inspecteur général du 3e arrondissement d'artillerie ;
- 19 mai 1852 - 31 décembre 1852 : inspecteur général du 2e arrondissement d'artillerie ;
- 31 décembre 1853 - 4 septembre 1870 : Sénateur du Second Empire ;
- 24 mai 1853 - 31 décembre 1853 : Inspecteur général du 4e arrondissement d'artillerie ;
- 25 janvier 1854 : Placé hors cadres ;
- 6 avril 1854 : Placé dans la section de réserve ;
- 5 septembre 1854 - 31 décembre 1854 : Inspecteur général du 7e arrondissement d'artillerie ;
- 27 juin 1855 - 31 décembre 1855 : Inspecteur général du 5e arrondissement d'artillerie ;
- 21 juin 1856 - 31 décembre 1856 : Inspecteur général du 7e arrondissement d'artillerie ;
- 2 juillet 1857 - 31 décembre 1858 : Inspecteur général du 9e arrondissement d'artillerie ;
- 23 juin 1859 - 31 décembre 1859 : Inspecteur général du 5e arrondissement d'artillerie ;
- 23 mai 1860 - 31 décembre 1860 : Inspecteur général du 6e arrondissement d'artillerie ;
- 22 mai 1861 - 31 décembre 1861 : Inspecteur général du 7e arrondissement d'artillerie ;
- 28 mai 1862 - 31 décembre 1862 : Inspecteur général du 5e arrondissement d'artillerie ;
- 9 mai 1863 - 31 décembre 1863 : Inspecteur général du 6e arrondissement d'artillerie.

## Titres
- Baron Laplace (1808-1817), à titre de courtoisie[réf. à confirmer][5], son père étant comte de l'Empire, puis,
- Comte de Laplace (1817-1827), à titre de courtoisie, son père étant devenu marquis et pair de France, puis,
- 2e marquis de Laplace[3] (5 mars 1827 - 27 octobre 1874).

## Distinctions
| Barrette de Grands Croix de la légion d'honneur | Ordre Royal et Militaire de Saint-Louis Chevalier ribbon |

- Légion d'honneur[6] :
  - Légionnaire (21 juin 1812), puis,
  - Officier (23 mars 1814), puis,
  - Commandeur (18 avril 1834), puis,
  - Grand officier (27 avril 1846), puis,
  - Grand-croix de la Légion d'honneur (7 août 1859) ;
- Chevalier de Saint-Louis (1er février 1815).
- Commandeur de 2e classe de l'ordre du Lion de Zaeringen.

## Armoiries
| Figure | Blasonnement |
|        | Armes du 2e marquis de Laplace (pair de France et grand officier de la Légion d'honneur : 1846-1848) D'azur, aux deux planètes de Jupiter et de Saturne avec leurs satellites et anneaux d'argent, placés en ordre naturel vers le bas de l'écu ; en chef à dextre un soleil d'or, et à sénestre une fleur à cinq branches du même., |